# Radjen Kisoensingh
Radjen Kisoensingh (Nieuw-Nickerie, 29 april 1959) is een Surinaams publicist en voorzitter van de in 2010 opgerichte politieke partij 1 Suriname. Bij de verkiezingen van 25 mei 2010 fungeerde hij als lijsttrekker van de Democratische Unie Suriname in Paramaribo.
Kisoensingh publiceert regelmatig politieke artikelen in Surinaamse kranten en treedt vaak op bij talkshows op zowel de Surinaamse radio als televisie.
Zijn kort verhaal handelende over de militaire periode van 1980 en verder in Suriname werd door Michiel van Kempen geselecteerd om opgenomen te worden in Sirito: 50 Surinaamse vertellingen. Het verhaalt over de periode van de militaire dictatuur. Hij publiceerde ook de nota: Balans der Universitaire Vernieuwingen in 1985. Deze kritische publicatie betreffende de vernieuwingen aan de Universiteit van Suriname schoot de toenmalige leiding in het verkeerde keelgat, waarop Kisoensingh werd ontslagen.
Hij is een activist tegen de regering van Bouterse. In 2016 werd hij korte tijd aangehouden toen hij een militaire plechtigheid van Bouterse verstoorde.